# Communauté de communes Drôme Sud Provence
La communauté de communes Drôme Sud Provence est une communauté de communes française créée en 2014, située dans le département de la Drôme en région Auvergne-Rhône-Alpes.

## Historique
La communauté de communes Drôme Sud Provence a été créée ex nihilo, à partir des neuf communes du syndicat intercommunal à vocation multiple (SIVOM) du Tricastin (La Baume-de-Transit, Bouchet, Clansayes, Rochegude, Saint-Paul-Trois-Châteaux, Saint-Restitut, Solérieux, Suze-la-Rousse, Tulette) et de cinq communes isolées (Donzère, La Garde-Adhémar, Les Granges-Gontardes, Malataverne et Pierrelatte). Ce périmètre a été validé par arrêté du 1er octobre 2012 ; l'arrêté de création date du 2 mai 2013,.
Toutefois, un amendement proposant l'intégration de Malataverne à la communauté d'agglomération autour de Montélimar a été proposé, sans avoir été adopté.
Cette création a entraîné la dissolution des SIVOM Portes de Provence et du Tricastin, pour lesquels les arrêtés ont été notifiés en 2014.
La structure est maintenue après 2017, sans changement de périmètre.

## Territoire communautaire

### Géographie
La communauté de communes se situe à l'extrême sud-ouest du département de la Drôme,  limitrophe du Vaucluse.

### Composition
La communauté de communes est composée des 14 communes suivantes :

| Nom                       | Code Insee | Gentilé            | Superficie (km2) | Population (dernière pop. légale) | Densité (hab./km2) |
| ------------------------- | ---------- | ------------------ | ---------------- | --------------------------------- | ------------------ |
| Pierrelatte (siège)       | 26235      | Pierrelattins      | 49,56            | 13 909 (2022)                     | 281                |
| La Baume-de-Transit       | 26033      | Baumois            | 12,05            | 933 (2022)                        | 77                 |
| Bouchet                   | 26054      | Bousquetains       | 11,89            | 1 417 (2022)                      | 119                |
| Clansayes                 | 26093      | Clansayais         | 14,47            | 520 (2022)                        | 36                 |
| Donzère                   | 26116      | Donzérois          | 32,06            | 5 981 (2022)                      | 187                |
| La Garde-Adhémar          | 26138      | Lagardiens         | 27,73            | 1 147 (2022)                      | 41                 |
| Les Granges-Gontardes     | 26145      | Gontardiens        | 7,26             | 692 (2022)                        | 95                 |
| Malataverne               | 26169      | Malatavernois      | 16,68            | 2 238 (2022)                      | 134                |
| Rochegude                 | 26275      | Rochegudois        | 18,3             | 1 677 (2022)                      | 92                 |
| Saint-Paul-Trois-Châteaux | 26324      | Tricastins         | 22,04            | 8 776 (2022)                      | 398                |
| Saint-Restitut            | 26326      | Saint-Restitutiens | 14,48            | 1 450 (2022)                      | 100                |
| Solérieux                 | 26342      | Saint-Raphaëlois   | 8,55             | 311 (2022)                        | 36                 |
| Suze-la-Rousse            | 26345      | Suziens            | 30,6             | 2 067 (2022)                      | 68                 |
| Tulette                   | 26357      | Tulettiens         | 23,53            | 2 001 (2022)                      | 85                 |

### Démographie
| 1968   | 1975   | 1982   | 1990   | 1999   | 2006   | 2011   | 2016   |
| ------ | ------ | ------ | ------ | ------ | ------ | ------ | ------ |
| 23 676 | 24 421 | 30 363 | 32 594 | 34 497 | 37 583 | 40 197 | 41 965 |

## Organisation

### Siège
Le siège de la communauté de communes est situé à Pierrelatte, 3 rue Jean Charcot.

### Les élus
La communauté de communes est gérée par un conseil communautaire composé de 46 membres représentant chacune des communes membres et élus pour la durée du mandat municipal. Ils sont répartis comme suit pour la mandature 2014-2020 :
- 14 délégués pour Pierrelatte ;
- 9 délégués pour Saint-Paul-Trois-Châteaux ;
- 5 délégués pour Donzère ;
- 2 délégués pour Bouchet, La Garde-Adhémar, Malataverne, Rochegude, Saint-Restitut, Suze-la-Rousse, Tulette ;
- 1 délégué et son suppléant pour La Baume-de-Transit, Clansayes, Les Granges-Gontardes, Solérieux.

À la suite de la démission de Didier Besnier (élu président de l'intercommunalité en janvier 2016) intervenue en décembre 2017 et qui critiquait « l'immobilisme de l'intercommunalité imposé par les deux plus grandes communes avec une fiscalité qui ne permet pas d'avoir les moyens pour un développement des compétences », le conseil communautaire du 24 janvier 2018 a élu son successeur, Alain Gallu, maire de Pierrelatte, et ses trois vice-présidents, qui sont : 
1. Jean-Luc Lenoir, conseiller municipal de Saint-Paul-Trois-Châteaux,
2. Marie Fernandez, adjointe au Maire de Donzère,
3. Jean-Louis Gaudibert, maire de la Baume-de-Transit.

À compter des élections municipales de mars 2020, le conseil communautaire sera composé de 47 membres, dont la répartition est sensiblement identique, Donzère gagnant un siège.

### Liste des présidents
| Période                                  | Période        | Identité               | Étiquette | Qualité |
| ---------------------------------------- | -------------- | ---------------------- | --------- | --- |
| Les données manquantes sont à compléter. |                |                        |           | |
| avril 2014                               | décembre 2015  | Marie-Pierre Mouton    | UMP → LR  | Pharmacienne Maire (2014 → 2017) puis première adjpointe de Pierrelatte Présidente du Conseil départemental de la Drôme (2017 → ) Démissionnaire |
| janvier 2016                             | décembre 2017, | Didier Besnier         | SE        | Expert technique Maire de Rochegude(2001 → ) Démissionnaire                                                                                      |
| janvier 2018                             | juillet 2020   | Allain Gallu           | UMP → LR  | Gérant d'une imprimerie Maire de Pierrelatte (2017 → )                                                                                           |
| juillet 2020                             | En cours       | Jean-Michel Catelinois | LREM      | Maire de Saint-Paul-Trois-Châteaux (2008 → ) |

### Compétences
L'intercommunalité exerce les compétences qui lui ont été transférées par les communes membres, dans les conditions déterminées par le code général des collectivités territoriales. E, 2018, il s'agit de : 
- Aménagement de l'espace communautaire : schéma de cohérence territoriale (SCoT) et schémas de secteur ;
- Actions de développement économique : zones d'activité, politique locale du commerce et soutien aux activités commerciales d'intérêt communautaires, promotion du tourisme ;
- Aires d'accueil pour les Gens du voyage ;
- Collecte et traitement des déchets ménagers et assimilés ;
- Gestion des milieux aquatiques et prévention des inondations (GEMAPI)
- Action sociale d'intérêt communautaire : jeunesse, insertion professionnelle et sociale ;
- Maison de services au public (MSAP) ;
- Protection et mise en valeur de l'environnement : eau, schéma directeur de distribution d'eau·potable ;
- Assainissement ;
- Système d'information géographique (SiG) ;
- Infrastructures et réseaux de communications électroniques

### Régime fiscal et budget
La communauté de communes est un établissement public de coopération intercommunale à fiscalité propre.
Afin de financer l'exercice de ses compétences, la communauté de communes perçoit une fiscalité additionnelle aux impôts locaux des communes, avec fiscalité professionnelle de zone (FPZ ) et sans fiscalité professionnelle sur les éoliennes (FPE).
En 2017, l'intercommunalité a reconduit les taux de sa fiscalité de 2016, soit : 
- Taxe d’habitation :  0,263 %
- Taxe foncière sur les propriétés bâties :  0,700 %
- Taxes foncières sur les propriétés non bâties :  0,921 %
- Cotisation foncière des entreprises : 0,319 %.

Les dépenses réelles de fonctionnement se sont élevées cette même année à 2 989 415,83 € et les dépenses réelles d'investissement à 271 874,34 € pour le budget principal, auquel il convient de rajouter les budgets annexes tel que celui des ordures ménagères.
Elle affichait, en 2015, la dotation globale de fonctionnement la plus faible du département, tous types de fiscalité confondus, avec 6 530 €, et le potentiel fiscal le plus élevé des communautés de communes à fiscalité additionnelle (10 951 731 €), soit un potentiel fiscal par habitant s'élevant, au centime près, à 255,82 €,.